# Dangbei
Dangbei（ダンベイ、当貝、中国語: 当贝、英語: Dangbei）は、中華人民共和国浙江省杭州市に本社を置く、インターネットプラットフォームおよび電気機器を展開する企業である。

## 概要
中国では有名なスマート大画面付加価値サービスプロバイダーの1つである。杭州市の本社のほか、北京市と深圳市に支店を置いている。大画面ビジネスに焦点を当て、ソフトウェアやハードウェア、オペレーティングシステムのエコシステム全体にまたがるインターネットプラットフォーム企業である。
プロジェクタ「当貝投影」やスマートテレビセットトップボックス「当貝盒子」等の大画面スマートハードウェア製品を次々と発売し、わずか2年でミドルからハイエンドのマルチレベルユーザーを対象とした一連の製品システムを確立し、ハードウェア事業の成長率は引き続き1位となった。

## 歴史
2013年8月、杭州当貝網路科技有限公司を設立した。
2014年1月、テレビ向けアプリケーションストア・当貝市場をリリースした。
2015年12月3日、第3回中国インターネット視聴覚会議（中国語: 第三届中国网络视听大会）で「ベストオペレーティングプラットフォーム賞」（中国語: 最佳运营平台奖）を受賞。
2016年4月、当貝市場の国際版をリリースし、事業範囲を中国国外に拡大した。中国国内において、初のテレビ向けアプリケーションストアの国際版となった。
2019年1月、プロジェクタの分野に参入することを発表した。
2020年11月19日、中国移動通信とスマートホームエコロジーを共同で推進するための戦略的協力に達した。

## 日本法人
2023年1月16日、日本法人としてDangbei Japan株式会社（ダンベイジャパン）が設立された。所在地は東京都台東区清川に置かれている。
設立後、プロジェクタを日本向けにDangbeiのオンライン限定販売を開始した。2023年9月29日からは日本国内の家電量販店の一部店舗とオンラインでの販売を開始した。

## 主な製品
当貝市場
スマートテレビ向けアプリケーションストアプラットフォーム。
当貝影視
スマートテレビ向けビデオ・オン・デマンドプラットフォーム。
当貝卓面
スマートテレビ向けデスクトップ（ホーム画面）プラットフォーム。
当貝OS
スマートテレビ向けオペレーティングシステムプラットフォーム。
当貝投影
プロジェクタ。
当貝盒子
スマートテレビセットトップボックス。